# Hraniční přechod Hranice–Ebmath
Hraniční přechod Hranice–Ebmath (německy Grenzübergang Ebmath–Hranice) je bývalý silniční hraniční přechod, který se nachází na česko-německé státní hranici na hraničním úseku XXIII/12 mezi českým městem Hranice (okres Cheb, Karlovarský kraj) a německou obcí Ebmath (zemský okres Fojtsko, spolková země Sasko). Přechod leží v nadmořské výšce 625 m n. m. na silnici II/217; za hranicí pokračuje německá silnice S308. Silnice II/217 byla 13. prosince 2010 otevřena jako obchvat města, původní silnice vedoucí k přechodu (ulice Husova) je široká 4,4 metru a vede po ní cyklotrasa 2057. Před zrušením byl určen pro pěší, cyklisty, motocykly, osobní automobily, autobusy a nákladní automobily.
Hraniční přechod byl zrušen při vstupu České republiky do Schengenského prostoru v roce 2007. V případě dočasného znovuzavedení ochrany vnitřních hranic je provoz na hraničním přechodu upraven Sdělením Ministerstva vnitra č. 395/2021 Sb.